# فرونثورن
فرونثورن (بالإنجليزية: Frunthorn)‏ هو أحد جبال سلسلة جبال الألب ليبونتيني وجزء من القمة الأم بيز أول يقع في كانتون غراوبوندن، سويسرا. يبلغ ارتفاع الجبل حوالي 3030 متر، بينما يبلغ ارتفاع نتوء الجبل 291 متر.